# Molophilus lewis
Molophilus lewis là một loài ruồi trong họ Limoniidae. Chúng phân bố ở miền Australasia.